# Бонниер, Лукас
Пер Лукас Даниэль Бонниер (швед. Per Lukas Daniel Bonnier, 16 июня 1922, Стокгольм, Швеция — 8 февраля 2006, Стокгольм, Швеция) — шведский издатель и редактор.

## Биография
Лукас Бонниер был сыном Тора Бонниера и его жены Греты Линдберг. Лукас был братом Альберта Бонниера-младшего, двоюродным братом Йоакима Бонниера. 
Бонниер был офицером в запасе в бронетанковых войсках. 1 сентября 1945 года он был назначен вторым лейтенантом в Сёдерманландский танковый полк. После окончания университета в 1940 году Лукас практиковался в газетах Arbetet и Expressen. В 1944 году он присоединился к издательству Åhlén & Åkerlunds förlag, где был исполнительным директором в 1957—1978 годах и 1980—1982 годах. Затем Бонниер стал председателем совета директоров Bonnier Magazine Group. В 1989 году он сменил своего брата Альберта Бонниера на посту председателя совета директоров Bonnier Group.
Лукас был ответственен за то, что серия комиксов Фантом начала распространяться в Швеции, и хорошо дружил с создателем комикса Ли Фальком.
В 1973-1984 годах Лукас Бонниер возглавлял комитет по присуждению журналистской премии Stora journalistpriset. В 1992 году была учреждена премия Lukas Bonniers Stora Journalistpris для поощрения "долгосрочных и постоянных профессиональных достижений журналистов".
Бонниер был отцом шестерых детей: Жаклин (род.1944), Даниэль (род.1947), Ян (род.1949), Педер (род.1949), Анна и Йонас.

## Фильмография
- Flicka utan namn (1954)